# 東京駅一番街
東京駅一番街（とうきょうえきいちばんがい、英: First Avenue Tokyo Station）は、東京都千代田区と中央区に掛かる、東京駅八重洲口にある商業施設。東海旅客鉄道（JR東海）100%子会社の東京ステーション開発が運営する。

## 概要

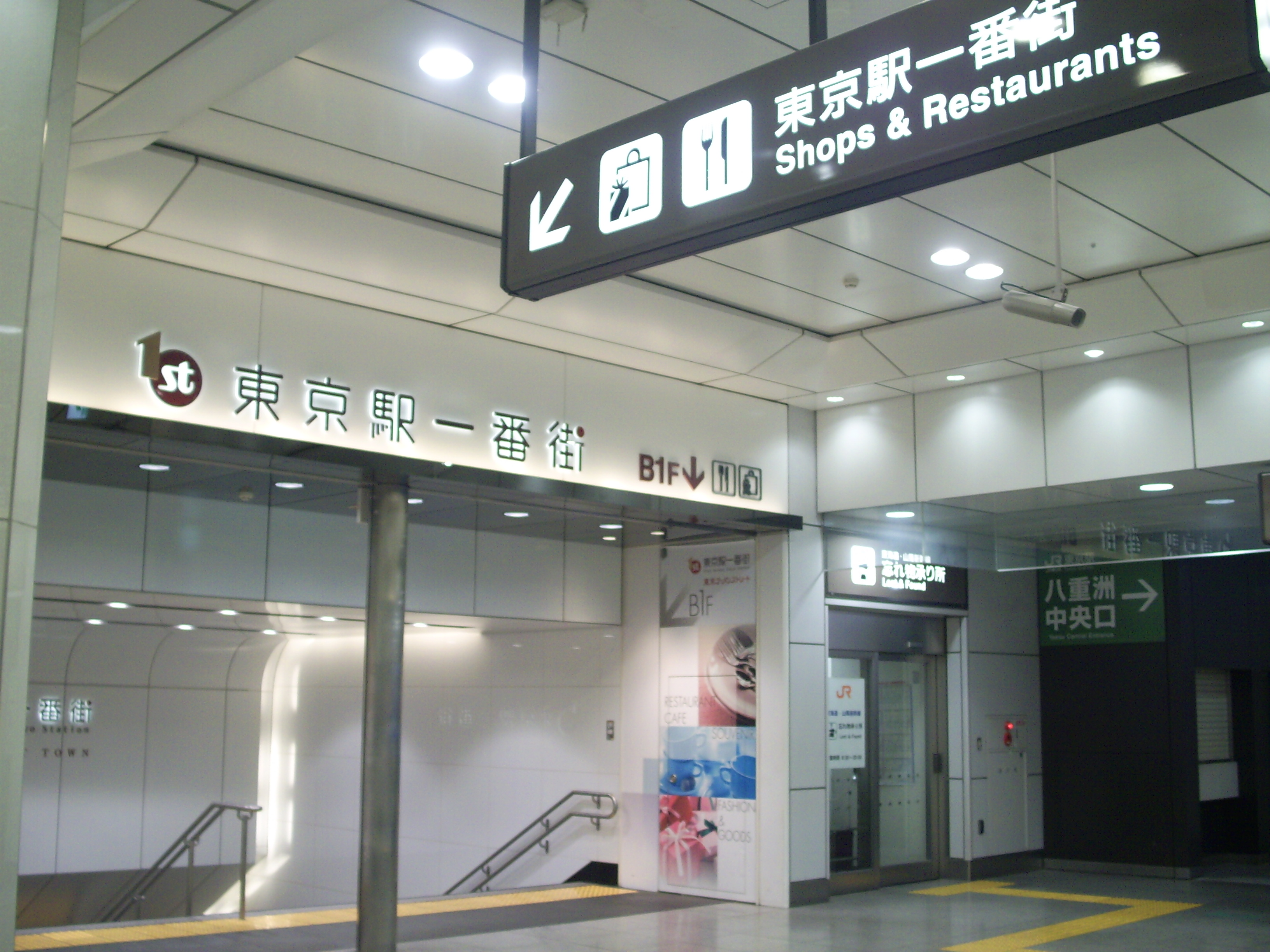
地階入口

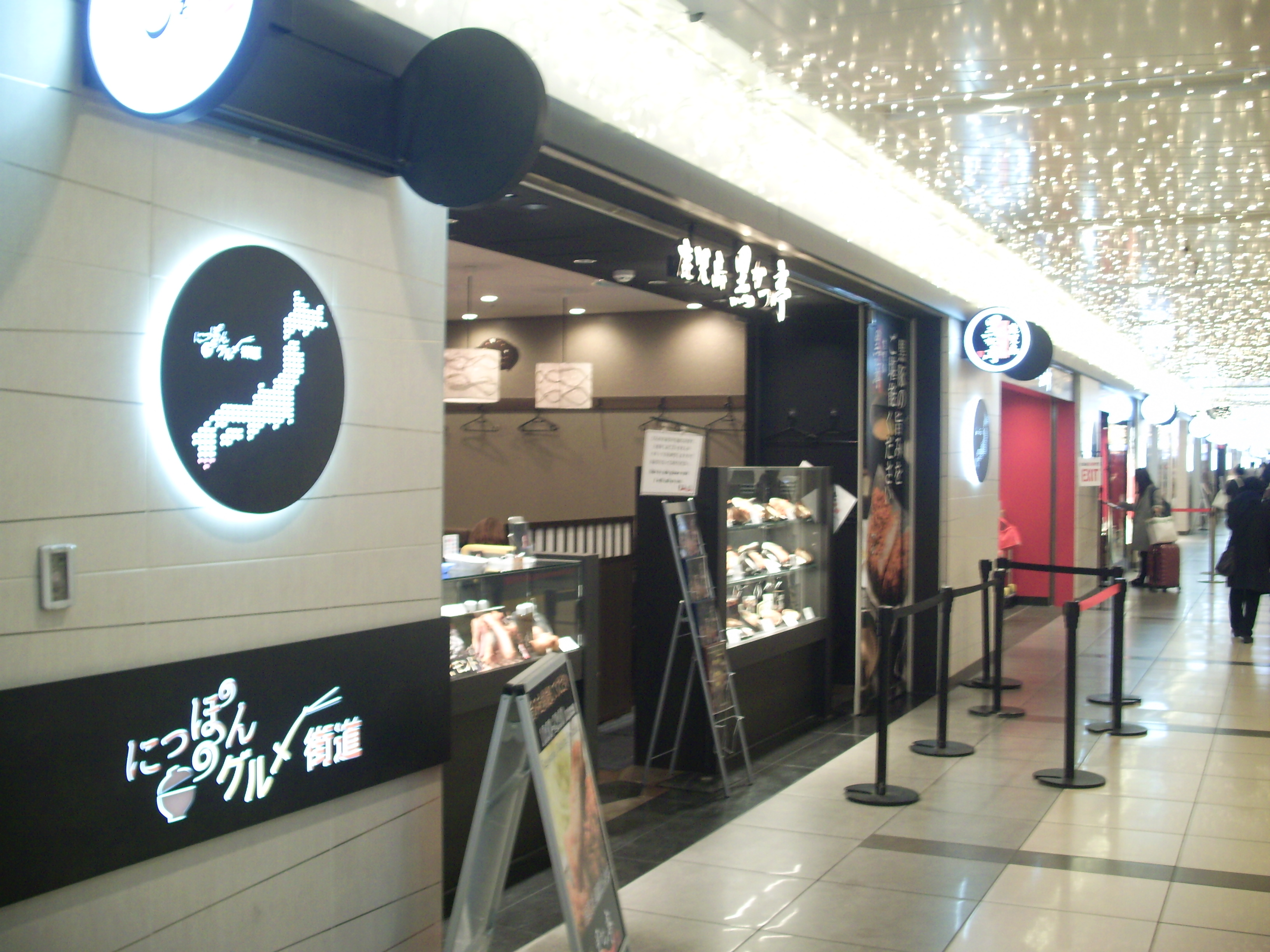
にっぽんグルメ街道(B1)

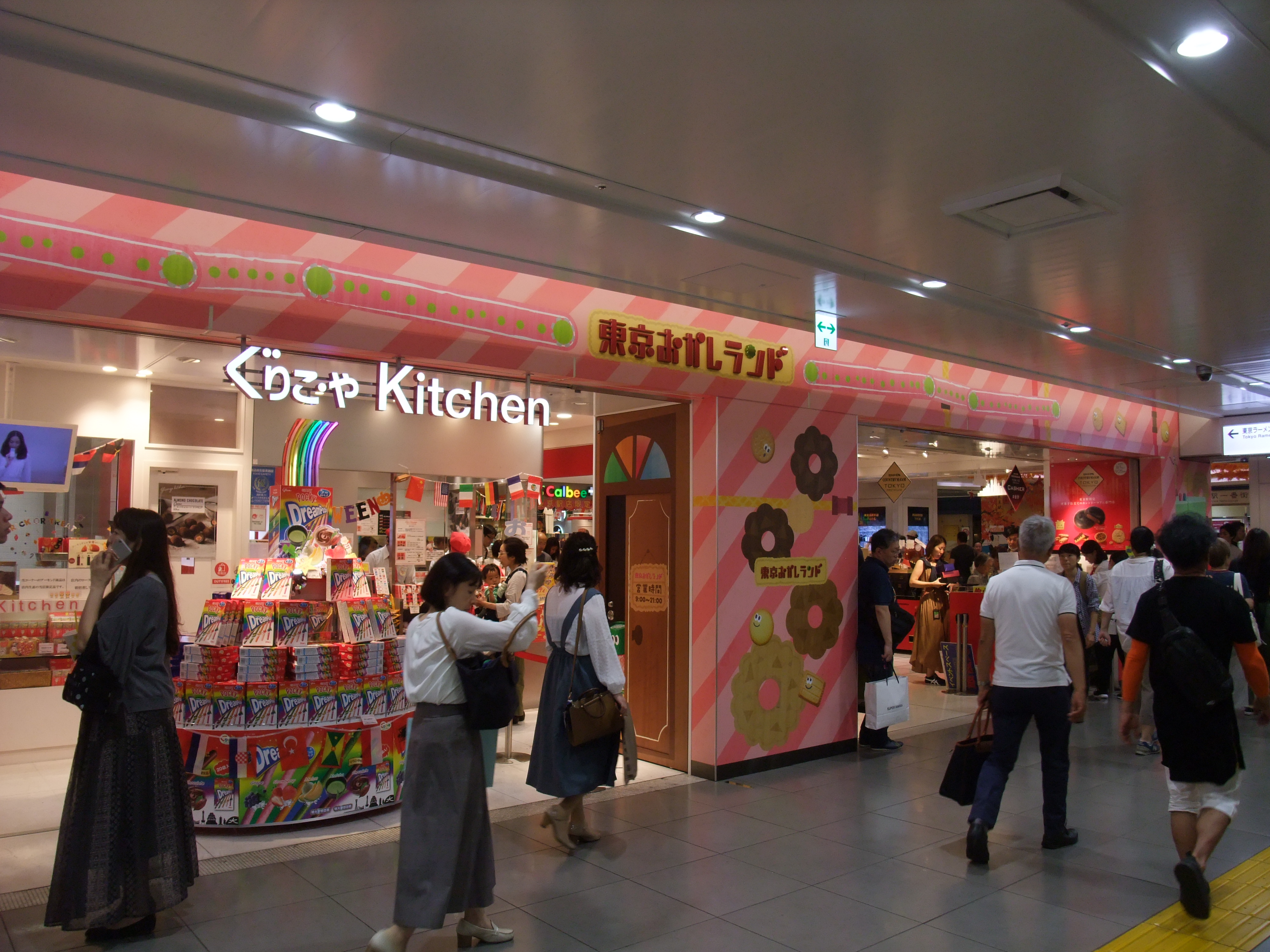
東京おかしランド(B1)

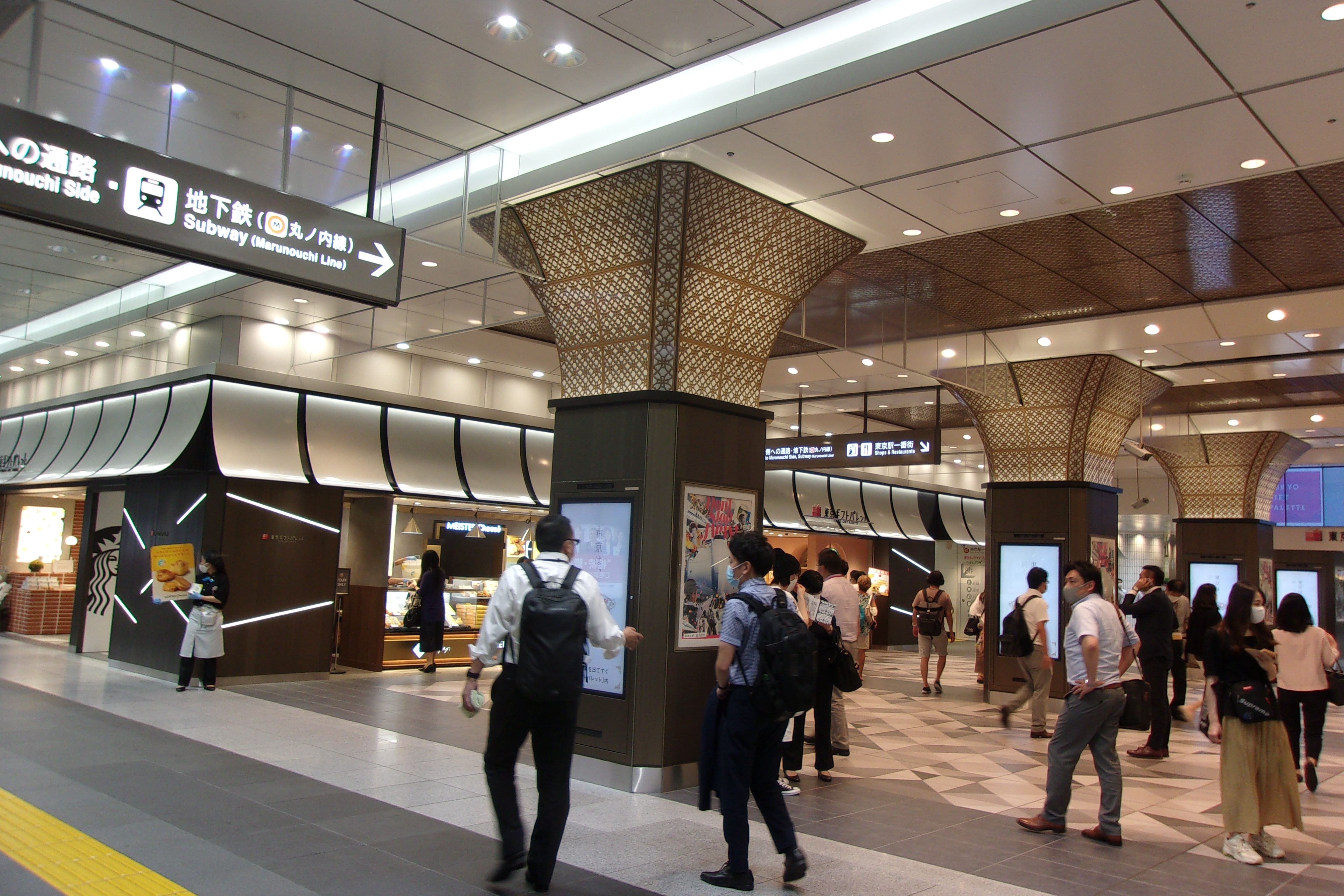
東京ギフトパレット(1F)

2005年4月開業、73,253m2に約100店舗が入居する。前身の東京駅名店街は1953年（昭和28年）7月開業。
東海道新幹線東京駅真下の好立地で、大丸東京店、八重洲地下街などとともに、東京駅八重洲口の商業エリアを形成する。地下1階、1階、2階のエリアがある。東京駅一番街の地下エリアを含む東京駅八重洲口側の地下街全体を八重洲地下街と総称する事例も見られるが、八重洲地下街は隣接する地下商店街の呼称である。
かつての東京駅名店街の一部分で、JR東海の連結子会社である東京ステーション開発が運営する。所在地は東京都千代田区丸の内一丁目9番1号で地番の一部が該当する。
2005年（平成17年）4月に八重洲口の再開発に伴い、東日本旅客鉄道（JR東日本）の関連会社「鉄道会館」が運営する商業施設「東京駅名店街」を、JR東日本とJR東海が所有するエリアで分離し、JR東海エリアを東京ステーション開発が運営する「東京駅一番街」とした。
日本放送協会 (NHK) と民間放送在京キー局5社のキャラクターグッズショップやホビーショップなどがある「東京キャラクターストリート」（地下・北通り）、人気ラーメン店を擁する「東京ラーメンストリート」（地下・南通り）、土産物店が集積した「おみやげプラザ」（1階）、飲食店街の「東京グルメゾン」（2階）など特色ある区画を擁する。
東京キャラクターストリートのイベントスペース「いちばんプラザ」は、テレビ番組や映画の宣伝イベント、キャラクターグッズやスイーツの期間限定店舗などが設営される。
2019年（平成31年）1月から2020年（令和2年）夏にかけて大幅な改修工事を実施し、テナントは一時休業や移転した）。2020年1月に閉鎖された1階部分の「TOKYO me+（トウキョウミタス）」に代わる「東京ギフトパレット」は、新型コロナウイルス感染症の流行で工事の一時中断やテナントの休業により開業が当初予定の6月上旬から8月5日へ延期した。東京ギフトパレットは、2020年春に引退した新幹線700系電車車体のアルミをリサイクルして装飾に用いる。
八重洲北口エリアは2022年4月27日に、JR東日本クロスステーションが運営するグランスタ八重北（1階：八重北食堂〈旧キッチンストリート〉・2階：北町酒場〈旧北町ほろよい通り〉・地下：黒塀横丁）が開業し、各階で東京駅一番街と相互往来が可能である。

## 沿革
- 1953年（昭和28年）7月1日 - 東京駅名店街として53店で開業[9]
- 2005年（平成17年）1月 - 運営が東京ステーション開発に移行

## 主な区画
- B1
  - 東京キャラクターストリート
  - 東京ラーメンストリート
  - いちばんプラザ（イベントスペース）
  - 東京おかしランド[10]
亀田製菓、江崎グリコ、森永製菓、カルビー
  - にっぽんグルメ街道
崎陽軒、白えび亭
  - のぞみ広場
- 1F
  - 東京ギフトパレット→2020年1月に閉鎖した「TOKYO me+（トウキョウ ミタス）」をリニューアルし、同年8月にオープン。
スターバックスコーヒー、パテステリー銀座千疋屋、東京會舘、ケーニヒスクローネ、アンリ・シャルパンティエ
- 2F
  - 東京グルメゾン→2018年1月に閉鎖した「ごちそうプラザ」をリニューアルし、同年6月にオープン。

## 区画外の主なテナント
- B1
  - ヨックモック
  - 千疋屋
  - 資生堂パーラー
  - ザ・ボディショップ
  - 東京みやげセンター
- 1F
  - マクドナルド…利用者日本一[11]
  - ドトールコーヒー
  - ユニクロ（※2024年3月25日で閉店）
  - 三省堂書店 （※2022年5月27日で閉店）
  - ベルマート
  - ジェイアール東海ツアーズ→2019年12月2日に八重洲中央北口から南口へ移転
  - ギフトキヨスク→2019年8月7日開業
  - ハリー・ポッター マホウドコロ POP-UP STORE in 東京駅→2022年5月27日で閉店した三省堂書店跡地に2022年6月23日～10月2日限定開設[12]

## 店舗以外の施設
- 手荷物預かり所（佐川急便）

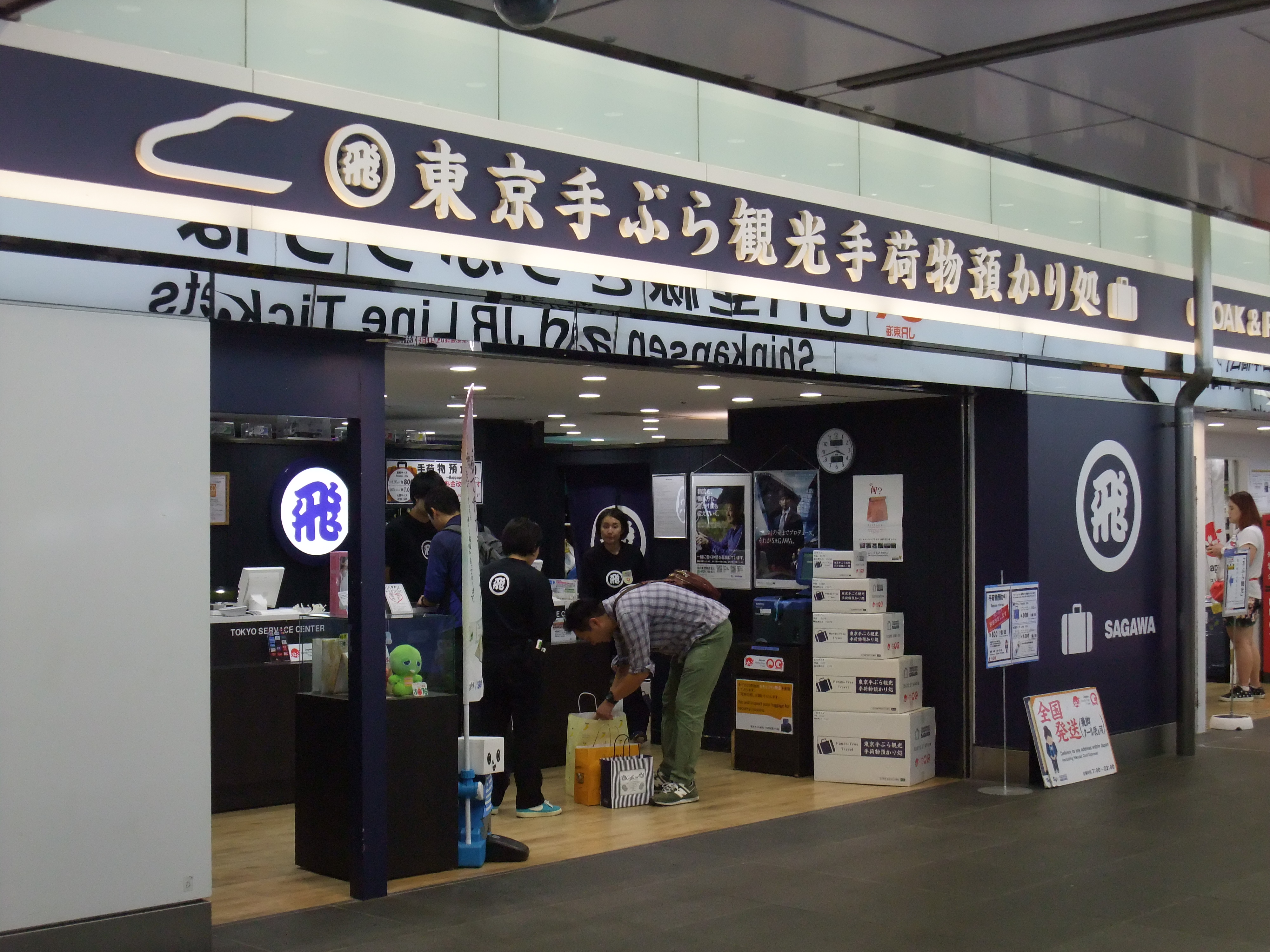
手荷物預かり所

- ATMコーナー （地下：セブン銀行・みずほ銀行、1階：セブン銀行・ゆうちょ銀行・りそな銀行）
- ベビー休憩室（地下）
- トイレ（地下2カ所、2階1カ所　オストメイト対応トイレあり）
- 喫煙室（地下）

## アクセス
- 東京駅八重洲口および日本橋口（改札外）
- 営業時間等：店舗により異なる。深夜時間帯は施設自体が閉鎖される｡